# Mohammed Racim

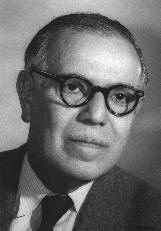
Mohammed Racim.

Mohammed Racim, född 24 juni 1896 i Alger, död 30 mars 1975, var en algerisk konstnär. Han är känd som den algeriska miniatyrmåleriskolans grundare.

## Biografi
Racim föddes 1896 i Alger, Algeriet i en framstående konstnärsfamilj av turkisk härkomst. Familjens förkoloniala välstånd hade underminerats genom den franska regimens konfiskering av egendom. 1880 öppnade Racims far och farbror en verkstad för träsnideri, koppararbeten och stendekorer. Familjen vann uppdrag att dekorera offentliga byggnader och paviljonger vid franska koloniala utställningar.
Racim teckningstalang upptäcktes tidigt och han fick kopiera islamiska dekorativa motiv för statens konstnärliga ateljéer, som inrättats av guvernören Charles Jonnart. Omkring 1914 upptäckte Racim miniatyrmålningarna från Persien, Al-Andalus och Mogulriket. Han utvecklade med tiden en personlig hybrid med traditionella material och klassisk arabisk kalligrafi, som han använde för att rama in figurativa motiv.
Mot slutet av 1930-talet blev Racim en framstående person i Algeriets kulturliv. I sina verk visar han en idylliserad bild av Algeriet före de franska kolonisatörernas ankomst 1830. Ändå var han inte ideologiskt driven utan erkände att hans skapande även hade franska influenser som förutsättning.